# ديورانت (سيارة)

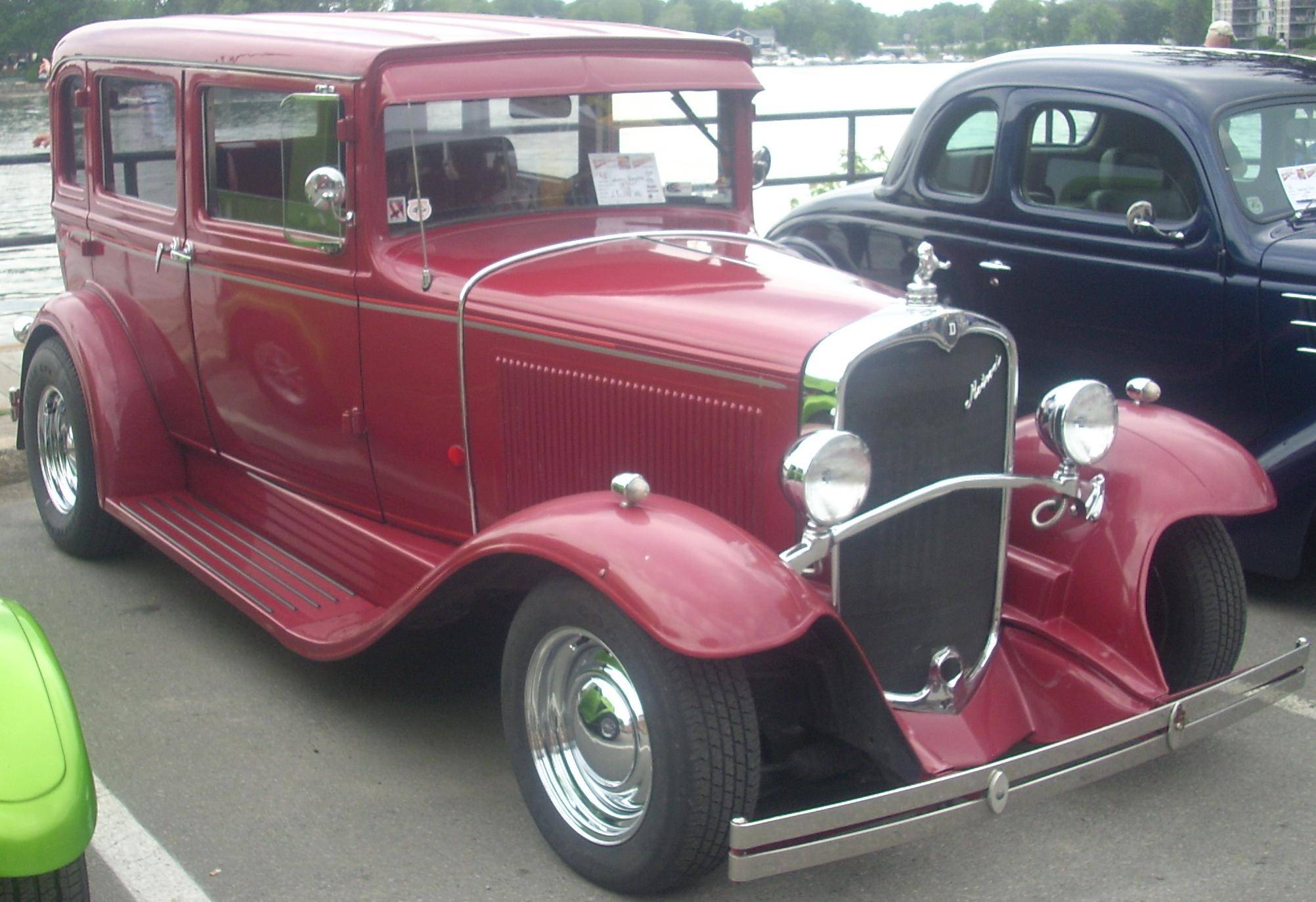
سيارة من شركة ديورانت

ديورانت عبارة عن سيارة تم تجميعها من قبل شركة ديورانت موتورز ‏ في مدينة نيويورك  من عام 1921 إلى عام 1926 ومرة أخرى من عام 1928 إلى عام 1932. تأسست ديورانت موتورز من قبل ويليام «بيلي» ديورانت بعد أن تم إنهائه، للمرة الثانية والأخيرة كرئيس لشركة جنرال موتورز. كان هدف بيلي دورانت هو بناء إمبراطورية سيارات يمكن أن تتحدى شركة جنرال موتورز ذات يوم.
تعتبر سيارة ديورانت مثالاً على سيارة «مجمعة» لأن الكثير من مكوناتها تم الحصول عليها من موردين خارجيين. من عام 1921 إلى عام 1926، كانت السيارة تعمل بمحرك كونتيننتال ذو أربع أسطوانات أو ستة أسطوانات. تم توجيه السيارة إلى نقطة أسعار بيع السيارات في أوكلاند.
توقف إنتاج السيارة في عام 1927. عندما أعيد إنتاج ديورانت في أبريل 1928، أعيد تصميم السيارة وتشغيلها بمحرك كونتيننتال بست أسطوانات. تم تسويق بعض السيارات الأولى باسم «نجوم ديورانت». تم توريد السيارة من قبل شركة Budd. في عام 1930، تم بناء بعض سيارات دورانت بجميع الهياكل الفولاذية، والتي تم توفيرها أيضًا من قبل Budd.
شركة ديورانت موتورز أفلست وانتهى إنتاج السيارات في أوائل عام 1932.